# Nyimasata Sanneh-Bojang
Nyimasata Sanneh-Bojang (née en 1942 et morte le 15 juillet 2015) est une femme politique gambienne. Elle est la première femme élue à l'Assemblée nationale de la Gambie. À partir de 2006 jusqu'à sa mort en 2015, elle est directrice d'une organisation contre les mutilations génitales féminines, le GAMCOTRAP (Gambia Committee on Traditional Practices Affecting the Health of Women and Children) et  travaille à une plus forte autonomie des femmes dans la société.

## Biographie
Nyimasata Sanneh-Bojang est née en 1942. Elle commence son parcours professionnel en tant qu'infirmière et devient plus tard professeure. Elle est membre du Parti progressiste et, plus tard, de l'Alliance patriotique pour la réorientation et la construction.
Dans les années 1970 et 1980, elle s'engage dans des structures sociales locales.
Candidate du People's Progressive Party (PPP), aux élections législatives de 1982, elle est la première femme élue à l'Assemblée nationale de la Gambie. Elle est réélue en 1987, mais n'est pas désignée candidate par son parti en 1992,. 
Elle s'engage parallèlement contre les pratiques de mutilations génitales féminines. 
Elle redevient membre du Parlement, sous le régime de Yahya Jammeh, retenue comme candidature par l'Alliance patriotique pour la réorientation et la construction. Elle est nommée secrétaire d'État à la Santé et à l'Égalité sociale, et aux Affaires féminines, remplaçant à ce poste Fatoumata Tambajang, en 1995. Elle y reste jusqu'en mars 1997, remplacée à son tour par Isatou Njie-Saidy.
Elle est désignée au parlement de la Communauté économique des États de l'Afrique de l'Ouest (CEDEAO), le 8 juin 2006. Elle siège au conseil d'administration de GAMCOTRAP à partir de 2006 jusqu'à sa disparition en 2015, s'employant à renforcer l'autonomie des femmes dans la société gambienne.